# ثلاثي يوديد البورون
ثلاثي يوديد البورون هو مركب كيميائي من اليود والبورون له الصيغة الكيميائية BI3، ويكون على شكل صلب عديم اللون.

## التحضير
يحضّر مركب ثلاثي يوديد البورون من تفاعل بورهيدريد الليثيوم مع اليود، حيث يتشكل بالإضافة إلى BI3 كل من يوديد الليثيوم ويوديد الهيدروجين بالإضافة إلى انطلاق غاز الهيدروجين.
{\displaystyle \mathrm {3\ LiBH_{4}\ +\ 8\ I_{2}\ \rightarrow \ 3\ LiI\ +\ 3\ BI_{3}\ +\ 4\ H_{2}\ +\ 4\ HI} }

## الخواص
يكون ثلاثي يوديد البورون في الشروط العادية على شكل بلورات عديمة اللون، والتي يمكن أن تكون ذات بريق أحمر، وهي حساسة تجاه الهواء، كما يتفكك المركب عند التماس مع الماء بتفاعل حلمهة، حيث يتفكك إلى حمض البوريك وحمض هيدرويوديك:
{\displaystyle \mathrm {BI_{3}\ +\ 3\ H_{2}O\ \rightleftharpoons \ B(OH)_{3}\ +\ 3\ HI} }
بالمقابل، فإن المركب ينحل في ثنائي كبريتيد الكربون.
يكون لبلورات ثلاثي يوديد البورون بنية بلورية سداسية، لها الأبعاد التالية: a= 699.09 ± 0.02 و c = 736.42 ± 0.03 بيكومتر، كما أن لها زمرة فراغية من النمط P63/m.
يعد ثلاثي يوديد البورون من أحماض لويس القوية، ويكون لجزيئاته بنية مستوية ثلاثية.

## الاستخدامات
يستخدم ثلاثي يوديد البورون من أجل إنتاج المركبات الكيمائية المختلفة، كما يستخدم كحفّاز من أجل عملية تسييل الفحم على سبيل المثال.